# Иди док си млад
Иди док си млад је четврта песма на А страни касете албума Фатална љубав српске фолк певачице Цеце, издата 1995. године за ПГП РТС, Лаки саунд и Еуро центар.
Песма је постала један од највећих Цециних хитова и за њу је снимљен музички спот, у ком је аутомобил у једном сегементу возио њен супруг Аркан. Спот је режирао Дејан Милићевић, и имао је наставак неколико година касније у песми Доказ. Модела у оба спота глумио је Ђорђе Дувњак.
Текст песме написала је Марина Туцаковић, а музику Александар Милић. Аранжер и продуцент био је Александар Фута Радуловић. Продукцијски менаџери су били Ђорђе Минков и Драган Стојковић Босанац.
Песма под називом Иди докато си млад, као и цео албум објављени су и за бугарско тржиште за издавачке куће Грами и Бул мат 1995. године.